# Habenaria barrina
Espèce
Habenaria barrina est une espèce de plantes de la famille des Orchidées et du genre Habenaria, présente dans plusieurs pays d'Afrique tropicale : Côte d'Ivoire, Nigeria, île de Bioko (Guinée équatoriale), Sao Tomé-et-Principe, République démocratique du Congo.